# Donauschrift
Donauschrift ist der Oberbegriff für einige regionale Varianten eines Zeichensystems (Vinča-Zeichen) von insgesamt über 700 Zeichen (einschließlich aller Varianten) der alteuropäischen Zeit im Donauraum, die auf ca. 5300–3200 v. Chr. datiert werden. Damit wäre dieses Zeichensystem, wenn es sich tatsächlich (wie in den wissenschaftlich nicht anerkannten Thesen des Sprach- und Kulturwissenschaftlers Harald Haarmann) als Schrift erweist, die älteste bekannte Schrift der Menschheit. Die Funde konzentrieren sich auf Serbien, Kosovo und Rumänien, aber auch in den angrenzenden Ländern (Bulgarien, Griechenland, Ungarn, Ukraine) wurden solche Zeichen gefunden.

## Die Donauschrift als Schriftsystem
Der Status des als Donauschrift bezeichneten Zeichensystems als Schrift ist umstritten. Harald Haarmann nennt in seiner umstrittenen These einer Donauzivilisation mehrere positive und negative Argumente dafür, dass es sich bei diesen Zeichen um eine Schrift und nicht nur um ornamentale Zeichen handle. Als positive Argumente für die Interpretation als Schrift nennt er die Art der Komposition der Zeichen, ihre (von anderen Forschern bestrittene) lineare Anordnung sowie die Art und Weise der Platzierung der Zeichen auf Gegenständen. Als negatives Argument gegen eine Interpretation als reine Ornamente lasse sich anführen, dass die Zeichen nicht symmetrisch angeordnet sind. Christa Dürscheid geht auf das Problem der Interpretation der Zeichen als Schrift ein. Sie merkt an, dass es womöglich von der Definition dessen, was eine Schrift sei, abhinge, ob auch dieses System als Schrift aufgefasst werde oder nicht.

## Art und Deutung der Schrift

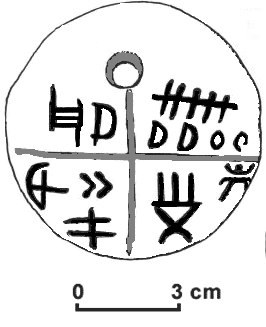
Die Vinča-Zeichen auf einer der 1961 entdeckten Tontafeln von Tărtăria werden um 5500–5300 vor Chr. datiert

Die Donauschrift ist möglicherweise eine logographische Schrift; das bedeutet, dass die Schriftzeichen nicht die Lautung der gemeinten sprachlichen Elemente wiedergeben, sondern ausschließlich ihre Bedeutungen. Die Möglichkeit, ihre Bedeutungen zu erschließen, fällt unterschiedlich aus, je nachdem, um welche Zeichentypen es sich handelt: die sogenannten ikonischen Schriftzeichen (= abbildende Schriftzeichen) lassen sich mit größerer Sicherheit interpretieren als die an-ikonischen (nicht bildhaften), wobei das Repertoire der nicht bildhaften Zeichen wesentlich größer ist als das der bildhaften.

## Donauschriftals Oberbegriff
Die Donauschrift tritt in mehreren regionalen Varianten auf, die Haarmann als Vinča-Schrift (bei Vinča südöstlich von Belgrad), Trupillya-Schrift (südliche Ukraine) und Turdaș-Schrift (am Fluss Mureș in Rumänien) bezeichnet, wobei die Vinča-Schrift die bedeutendste Variante ist, die durch alle Kulturschichten der Donaukultur vom frühen Neolithikum bis in die späte Kupferzeit belegt ist.

## Beitrag zur Quantitativen Linguistik
Das V-Zeichen der Donauschrift lässt sich nach Haarmann in 29 Formen nachweisen, die sich jeweils durch die Zahl der Striche unterscheiden, aus denen sie bestehen. In einigen Fällen weisen unterschiedliche Zeichen die gleiche Komplexität auf, sodass sich insgesamt 15 Klassen ergeben. Ordnet man diese nach ihrer Komplexität, lässt sich nachweisen, dass sie dem Diversifikationsgesetz entsprechen.